# 霍雷斯·巴羅
霍勒斯·巴茲爾·巴羅（英語：Horace Basil Barlow；1921年12月8日—2020年7月5日）是英國視覺科學家，英國皇家學會院士。

## 早年
巴羅是公務員艾倫·巴羅爵士和其妻子諾拉·巴羅夫人（自然學家查爾斯·達爾文的孫女）的兒子。巴羅是查爾斯·達爾文的曾孫，因此屬於達爾文-威治伍德家族。
他曾就讀於溫徹斯特公學，並在那裡結識了弗里曼·戴森。巴羅在劍橋大學三一學院主修自然科學，並於1946年在哈佛大學取得醫學博士學位。

## 研究
1953年，巴羅發現青蛙的大腦中存在對特定視覺刺激有反應的神經元，這一發現為大衛·休伯爾和托斯坦·威澤爾在視覺皮層視覺感受野的研究奠定了基礎。他長期研究視覺抑制，即一組視網膜細胞激發某個神經元時，該神經元能抑制另一個神經元的激發，這使得人類能夠感知相對的對比度。
1961年，巴羅撰寫了一篇具有里程碑意義的文章，探討視覺系統的計算目標。他認為視覺處理的主要目標之一是減少冗餘，這一觀點後來被擴展為有效編碼假設。雖然影像中相鄰點的亮度通常非常相近，但視網膜能減少這種冗餘。他的研究對於自然場景統計學領域至關重要，該領域將真實世界場景的影像統計特性與神經系統的性質聯繫起來。
巴羅也研究了獨立編碼領域，其目標是將具有統計冗餘成分或像素的影像編碼，使得編碼成分彼此統計獨立。這類編碼雖然難以尋找，但對於影像分類等用途非常有價值。

## 榮譽與獎項
巴羅是劍橋大學三一學院的院士。他於1969年當選為英國皇家學會院士，並於1993年獲得該學會的皇家獎章。他於1993年獲得澳大利亞獎（與彼得·畢曉普和弗農·蒙特卡斯爾共同獲獎），以表彰其對視覺感知機制的研究，以及2009年獲得斯沃茨理論與計算神經科學獎，由美國神經科學學會頒發。他於2016年獲得視覺科學學會首屆中山健獎章。

## 個人生活
巴羅曾結過兩次婚，育有七名子女。
巴羅於2020年7月5日逝世，享年98歲。

## 著作
- Barlow, H. B. . Sensory Communication. 1961: 217–234. ISBN 978-0-262-51842-0. doi:10.7551/mitpress/9780262518420.003.0013.
- Barlow, H. B. . Perception. 1972, 1 (4): 371–394. PMID 4377168. doi:10.1068/p010371.
- Barlow, H. B.; Kaushal, T. P.; Mitchison, G. J. . Neural Computation. 1989, 1: 412–423. ISSN 0899-7667. doi:10.1162/neco.1989.1.3.412.

## 外部連結
- 霍雷斯·巴羅（1921–2020） （页面存档备份，存于） （英文）
- 霍雷斯·巴羅著作目錄與全文 （英文）
- 澳大利亞獎 巴羅生平簡介（英文）
- 2012年3月5日接受艾倫·麥克法蘭採訪（影片） （页面存档备份，存于） （英文）